# Totò Tarzan
Totò Tarzan é um filme italiano de 1950, dirigido por Mario Mattòli.
O filme tem uma cena de peito nu, protagonizada pela atriz Adriana Serra, que escapou à censura da época.

## Sinopse
Vive na selva um ser misterioso a quem os nativos chama "macaco branco". Foi abandonado na selva pelo pai, um riquíssimo explorador. O pai morreu e três aventureiros capturam-no e levam-no para a Europa com o fim de desfrutarem da sua riqueza. Tentam obter do tribunal a guarda do selvagem, mas a isso se opõe um parente do explorador falecido, pai de três lindas filhas que, tendo descoberto o interesse do selvagem pela beleza feminina, tem o mesmo objectivo dos três aventureiros. Os dois grupos acabam por chegar a um acordo: verem-se livres do selvagem e repartirem as riquezas. Mas quando o plano sinistro já está em marcha, o selvagem é salvo por uma jovem que se tinha apaixonado por ele.

## Elenco
Totò: Antonio Della Buffas
Marilyn Buferd: Iva
Mario Castellani: Stanis
Tino Buazzelli: Spartaco
Alba Arnova: Sonia
Adriana Serra: Giacoma Roy